# Gabriela Schöwe
Gabriela Schöwe, née Schley le 26 février 1964 à Hambourg, est une joueuse ouest-allemande de hockey sur gazon.

## Biographie
Gabriela Schöwe fait partie de l'équipe nationale ouest-allemande médaillée d'argent aux Jeux olympiques d'été de 1984 à Los Angeles. Elle dispute aussi les Jeux olympiques d'été de 1988, terminant à la  cinquième place.